# 澴水
澴水，又名澴河，位于中国湖北省东北部，地跨河南省罗山县，湖北省大悟县、孝昌县、孝南区、广水市、安陆市、云梦县等七县（市、区），是府澴河左岸支流。澴水主源发源于河南省罗山县黑沟，抵九里关南下穿界牌水库入湖北境内，自北向南经大悟县、孝昌县，于孝感市孝南区卧龙潭饶家老湾注入府澴河。全长153公里，流域面积3618平方公里，属季节性河流。流域内多年平均年径流量12.8亿立方米。